# Ago Ao 192
Ago Ao 192 „Kurier” – niemiecki samolot dyspozycyjny i kurierski z okresu II wojny światowej.

## Historia
W 1934 roku w nowo powstałej wytwórni lotniczej Ago Flugzeugwerke GmbH z Oschersleben-Bode rozpoczęto pod kierunkiem inż. Johana Müllera prace nad opracowaniem lekkiego samolotu pasażerskiego, zdolnego do przewozu kilku osób. Prototyp takiego samolotu o nowoczesnej jak na ten czas konstrukcji został zbudowany w 1935 roku i oblatany latem tego roku. Następnie samolot został poddany próbom w locie. 
W wyniku prób, w trzecim prototypie powiększono kadłub, dzięki czemu zwiększono liczbę miejsc dla pasażerów z pięciu w pierwszym prototypie do sześciu w trzecim. Ten prototyp stał się wzorcowym samolotem do produkcji seryjnej wersji samolotu oznaczonej jako Ao 192B. 
Planowano także budowę samolotów w wersjach:
- Ao 192BS – wersja sanitarna, przystosowana do przewozu dwóch chorych
- Ao 192BV – wersja pasażersko-transportowa z możliwością zdemontowania foteli
- Ao 192BL – wersja do wykonywania zdjęć w locie wraz z laboratorium do ich obróbki.

Ostatecznie oprócz 3 prototypów, zbudowano tylko 6 samolotów w wersji pasażerskiej przystosowanej do przewozu 6 pasażerów oznaczonej jako Ao 192B.

## Użycie
Samolot Ago Ao 192 zostały zakupione przez Luftwaffe i wykorzystywane jako samoloty dyspozycyjne i kurierskie dla wyższych urzędników III Rzeszy. M.in. jednym samolotem tego typu dysponował Minister Pracy III Rzeszy Robert Ley. 

## Opis konstrukcji
Samolot Ago Ao 192 był dolnopłatem o konstrukcji całkowicie metalowej. Podwozie klasyczne – wciągane w locie. Napęd stanowiły dwa silniki rzędowe, chłodzone powietrzem.